# Perperek (slott)
Perperek (bulgariska: Перперек) är ett slott i Bulgarien.   Det ligger i regionen Kărdzjali, i den centrala delen av landet, 210 km sydost om huvudstaden Sofia.